# Penn Ar Bed (compagnie)
Pour les articles homonymes, voir Penn-ar-Bed.
La compagnie maritime BreizhGo Penn ar Bed assure la desserte quotidienne des îles d'Ouessant, Molène et Sein dans le cadre d'un contrat de service public depuis le 1er décembre 2008.  Elle a été créée en 1992 à l'initiative du conseil général du Finistère.

## Historique des liaisons maritimes en mer d’Iroise

### Jusqu'auXIXesiècle

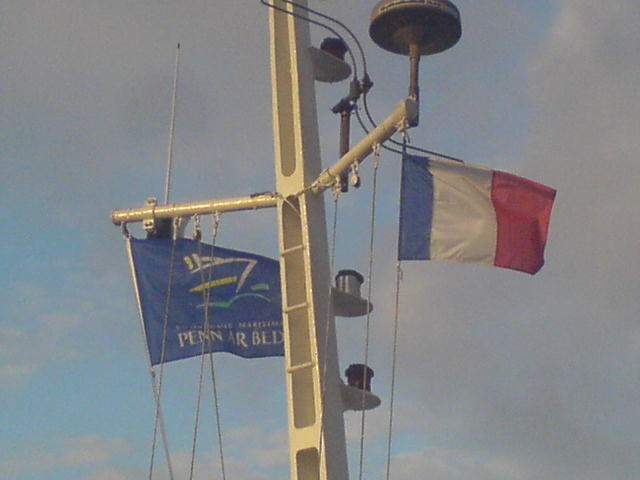

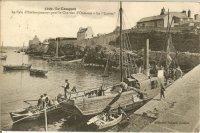
La Louise, premier courrier public

Jusqu’au XIXe siècle, les liaisons maritimes entre le continent et les îles de la mer d’Iroise étaient compliquées et risquées.
En effet, les traversées étaient assurées au gré des envies des quelques marins pêcheurs, qui à la demande des voyageurs, acceptaient ou non de les embarquer. Lorsque ceci se faisait, les traversées étaient longues et périlleuses, et la sécurité était quelque peu négligée. À cette époque, on naviguait à la voile, et ce malgré la forte demande d’une unité à vapeur de haute mer.
Entre 1875 et 1878, de nombreux naufrages causèrent la mort de nombreux civils : le Saint-Jean, qui venait de Lanildut, coule le 26 avril 1876 avec 23 personnes, toutes noyées à bord, à la hauteur de l'île de Bannec ; le 12 avril 1877, le sloop Marie-Hortense, qui assurait le service postal, coule au large du Conquet (4 noyés); le 15 avril 1877, c'est au tour de la Marie-Suzanne (9 noyés).
C'est alors qu'un négociant, Mr Rigollet, patron de la "Compagnie des vapeurs brestois", fait construire un premier bateau destiné aux liaisons insulaires, mis en service en 1881. Baptisé La Louise, cette petite unité de 28 mètres assure la liaison deux fois par semaine l'hiver (mercredi, samedi) et trois fois par semaine l'été (mardi, jeudi, vendredi) au départ du Conquet. La traversée dure 3 heures et coûte 1.50 Francs.
La Louise cesse son service en 1909, année où elle fut remplacée par le Cotentin, puis par le Travailleur. Un retour temporaire à une desserte par voiliers se produisit même pendant la Première Guerre mondiale en 1916, en raison de la hausse du prix du charbon, en dépit des protestations des îliens : le voilier Notre-Dame-de-Lourdes, affecté à ce service, fut victime d'un naufrage, et fut remplacé par un autre sloop, le Reine-de-France. En 1917, un nouveau vapeur postal, l' Île-d'Ouessant, prend son service au départ de Brest, mais talonne une roche en 1924 et coule, remplacé en 1925 par l' Enez Eussa.
Victor-Eugène Ardouin-Dumazet dans Voyage en France raconte ainsi son voyage  sur la Louise pour se rendre à Ouessant vers 1895 :

« La Louise est à l'ancre, loin du quai, on ne peut la gagner qu'en canot ; or, le ressac est fort dur, on danse un peu pour gagner le petit navire, déjà des baigneuses qui abandonnent Le Conquet pour faire le voyage ont pâli. Il y a un peu de tout à bord : habitants de Molène et Ouessant, commerçants de Brest allant prendre part à l'adjudication d'épaves, le commissaire de la marine qui doit procéder à cette vente, un haut fonctionnaire parisien qui, chaque année, va en villégiature à Ouessant où il passe deux mois sans trop s'ennuyer. (...) La Louise court entre les écueils, à droite, à gauche, devant, derrière, ce ne sont que rochers d'un abord hargneux. Quelques-uns dépassent à peine le sommet de la vague ; tout à coup celle-ci se creuse et l'écueil semble grandir. En même temps, le petit vapeur descend, on dirait qu'il est attiré contre le récif, des cris d'effroi se font entendre, mais le flot remonte et de nouveau le rocher ne montre plus que son front rugueux, couronné d'écume. C'est sinistre, terrifiant, mais sublime. (...) L'arrivée de la Louise ne paraît pas émouvoir beaucoup les insulaires ; le syndic des gens de mer et ses marins sont venus chercher le commissaire de la marine ; sauf ces fonctionnaires et la marmaille de Lampaul, le petit môle est désert. (...)[L'auteur visite Ouessant]. La Louise sifflait pour nous appeler ; il a fallu gagner Lampaul pour une navigation qui ne manqua pas de péripéties. (...)La Louise, après avoir doublé Pors Goret, s'était engagée entre les écueils quand sa marche devint saccadée ; nous avions dépassé l'île Bannec (...) quand soudain le frémissement de l'hélice s'arrêta. (...) La machine recommença à fonctionner, mais par à-coup, on put arriver ainsi en vue de Molène et entrer dans le port. Une fois là, impossible de remettre la pression. Un prêtre passager, ancien marin, réussit à calmer l'émoi, il fit mettre la voile, mais le vent manquait ; enfin, tantôt à la voile, tantôt par les quintes de la machine, on put atteindre le chenal de la Helle et le chenal du Four. On apercevait distinctement Le Conquet quand la machine refusa définitivement tout service. Prières et exclamations recommençaient. Heureusement, un souffle léger survint, le courant portait vers la terre ; voici le phare de Kermorvan et la jetée du Conquet. Nous avions trois heures de retard, la nuit tombait, déjà on doutait de notre retour. »

### Premières liaisons publiques
C’est en 1917 que le département décide de créer et gérer sa première compagnie maritime publique, qui se nommera par la suite "SMD" (Service Maritime Départemental).
- Le département fait alors construire un vapeur de 25 mètres (l’Île d’Ouessant), qui effectuera la liaison deux à trois fois par semaine.

Mais en 1924, le bateau talonne les rochers près de la Jument et sombre en baie de Lampaul à Ouessant. Les liaisons maritimes sont alors assurées successivement par de petits vapeurs affrétés.
- En 1925, le nouveau navire tant attendu par les îliens arrive enfin. Il s’agit de l’Enez Eussa[4]. Ce navire long de 39 mètres, peut transporter jusqu’à 300 passagers. Construit en 1908 en Écosse, il est initialement destiné à assurer des croisières touristiques sur le lac Léman. Réquisitionné pendant la guerre, il assure l’acheminement des militaires vers les îles Chausey, sous le nom de Coccinelle. Coulé dans l’Elorn par les allemands en 1944, il est renfloué, équipé de deux moteurs Diesel, et reprend finalement du service entre 1946 et 1960.

- L’Enez-Eussa II (42 m, 350 places, 11,5 nœuds) entre alors en service le 16 février 1961. Construit au chantier La Perrière de Lorient, ce beau navire dispose d'un salon couvert et de vastes espaces extérieurs.

- Suivra huit années plus tard une vedette plus rapide, le Bugel-Eussa (27 m, 250 places, 17 nœuds).

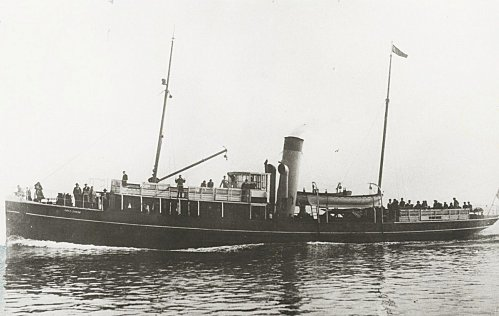
L' Enez Eussa premier du nom
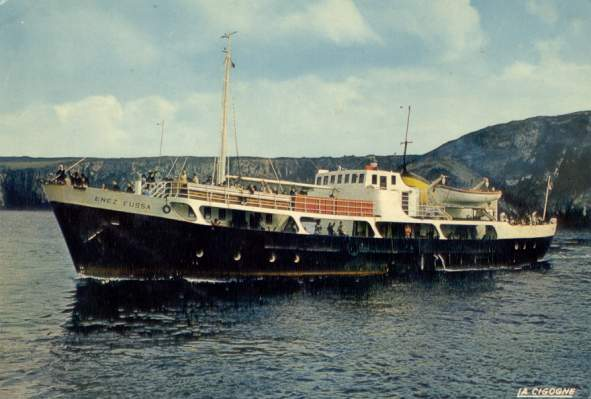
L' Enez-Eussa II à Ouessant
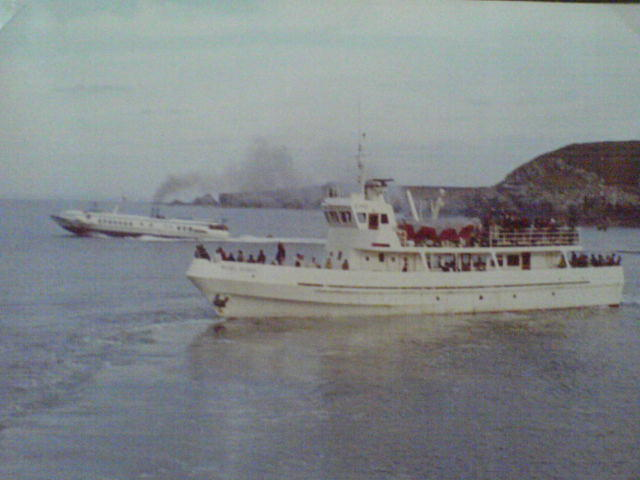
Le Bugel Eusa quittant Ouessant

### Développement face à la concurrence
En 1968, une compagnie privée décide d’exploiter un de ses navires sur les lignes déjà empruntées par la SMD ; les « vedettes armoricaines » arment une vedette en acier, la Kevrenne (35 m, 300 places, 11 nœuds), ce qui s’avère finalement ne pas être suffisant pour concurrencer la SMD. Les vedettes armoricaines accueillent alors un peu plus tard, un prototype d’hydroptère russe. Le Kometa (32 m, 150 places, 34 nœuds) effectue la liaison Le Conquet — Ouessant en 20 minutes ! Lorsque le navire atteint une certaine vitesse, il se soulève de l’eau, pour se mettre en appui sur des « patins » à 1,5 m au-dessus de l’eau. Mais une fois de plus, cela ne suffira pas. En effet, le Kometa n’est pas adapté à ce type de navigation et il devient difficile à rentabiliser. De plus, peu après sa mise en service, il connut de gros problèmes de propulsion. L’engin soviétique dernier cri n’était plus rentable, car trop cher à réparer en vue de son utilisation sommaire. Le Kometa est donc désarmé et reposait jusqu'en 2010 cimetière des navires de Landévennec, avant d'être démantelé. Les vedettes armoricaines se retirent alors du marché des îles.
Parallèlement, la liaison Audierne — Sein est assurée par l’Enez-Sun II, une vedette en bois très maniable de 38 mètres, qui sera exploitée jusqu’en 1991.

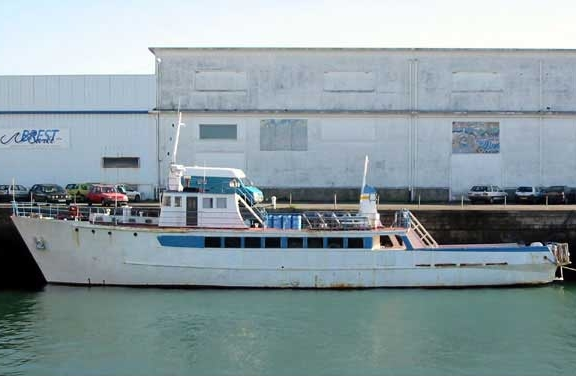
La Kevrenne
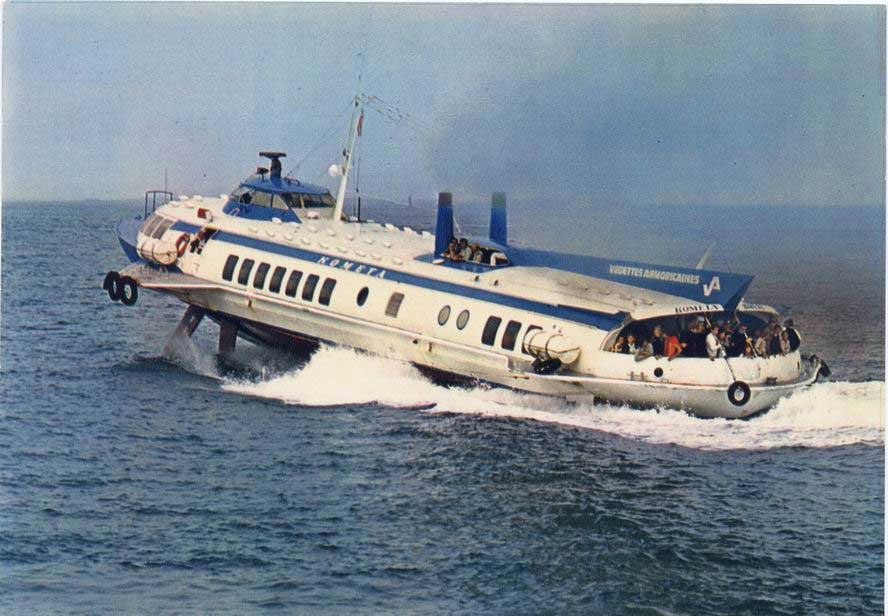
Le Kometa des Vedettes armoricaines en élévation devant le port du Stiff à Ouessant
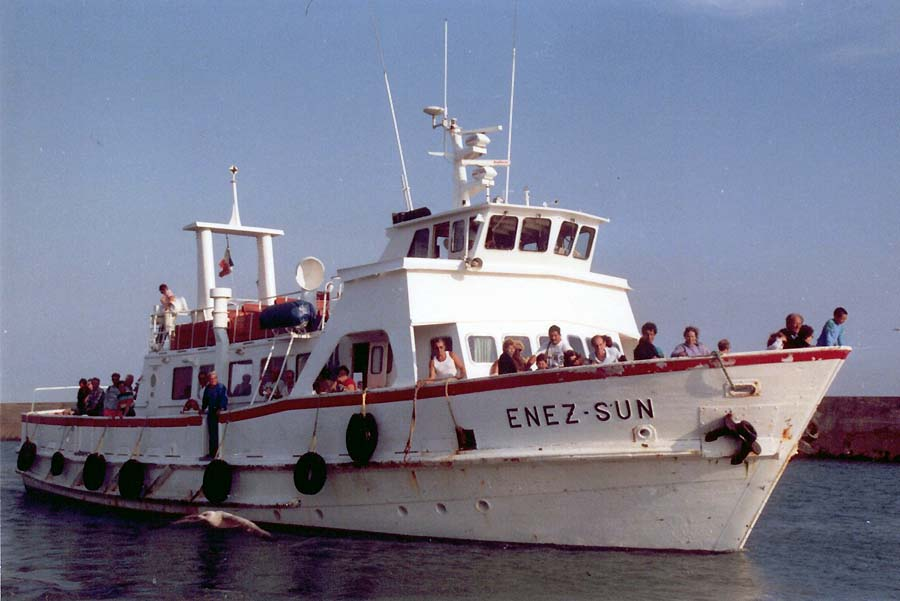
L' Enez Sun, deuxième du nom

La SMD rachète en 1975 un ancien sablier en bois, afin d’effectuer le transport du fret vers les îles. La Fée de l'Aulne marche à 7 nœuds, et navigue 2 à 3 fois par semaine, pour amener la marchandise sur Molène et Ouessant.
La compagnie accueille en 1977 un navire de haute mer moderne : le Fromveur I. Pouvant transporter 365 passagers à une vitesse de 16 nœuds, ce bateau nouvelle génération s’avère être l’outil idéal pour rallier les îles de Molène et Ouessant au continent. Le Fromveur I était déjà reconnu à l’époque pour sa tenue de route incontestable. Il est avec l’Enez-Eussa II le seul à pouvoir naviguer par gros temps.
Le Bugel-Eussa est ensuite revendu à un armateur méditerranéen, car son comportement en mer laissait à désirer.
La Penn-ar-Bed affrète donc un catamaran à grande vitesse pour renforcer ses lignes d’avril à septembre. Il s’agit de l’Anahitra (31,5 m, 230 places, 31 nœuds). Ensuite, elle acquiert un autre catamaran : l' Ar Vro (27 m, 150 places, 17 nœuds), qu'elle cède finalement à la Finist'mer en 1994.

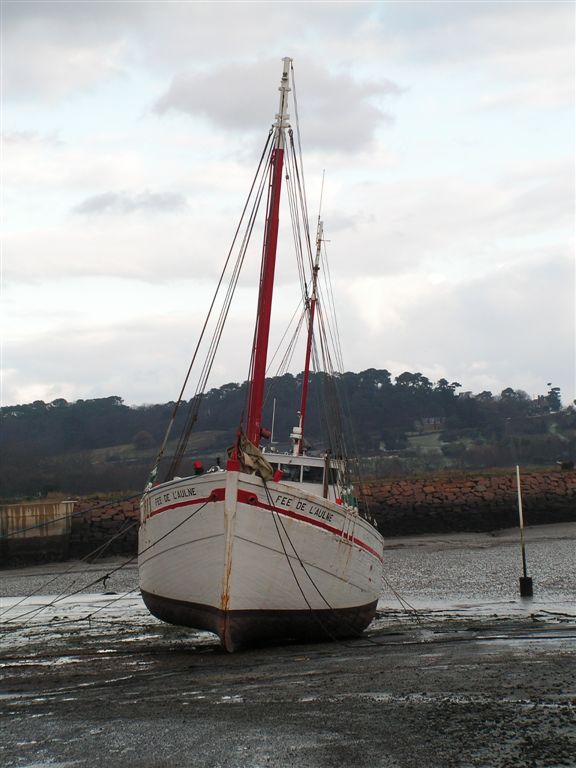
La Fée de l'Aulne à sec en 2005, avant sa restauration.
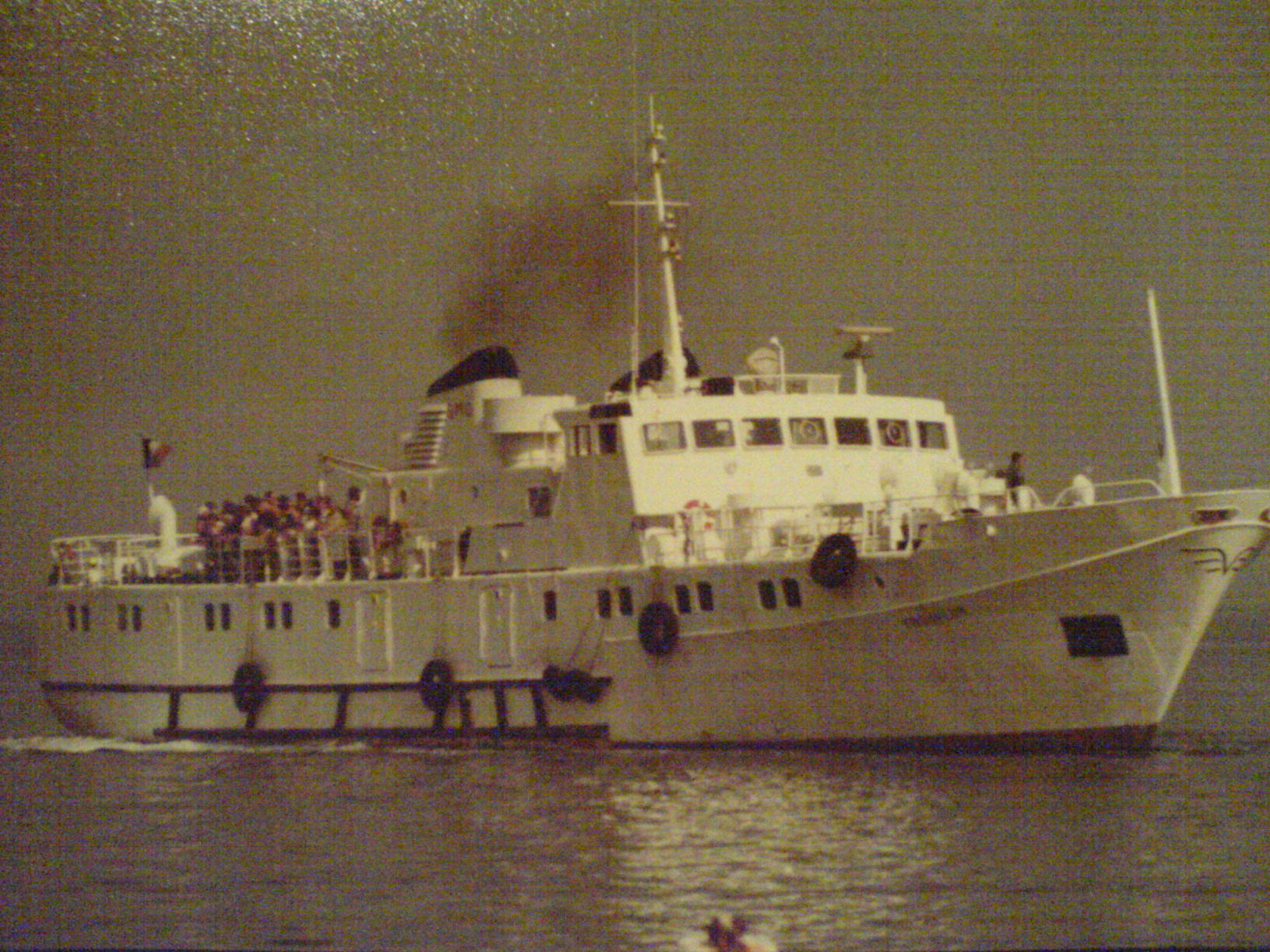
Le Fromveur I en manœuvre
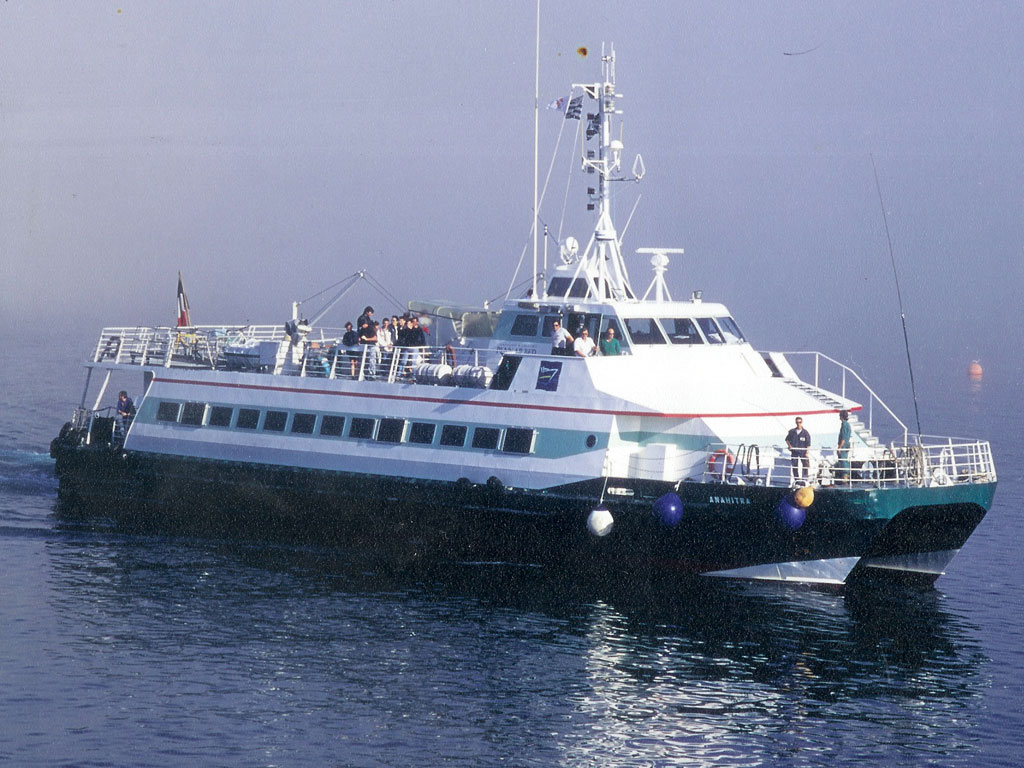
Le catamaran affrété Anahitra

### L'avènement de la concurrence
En 1988, la SMD envisage la construction d’un navire mixte, pouvant transporter un grand nombre de passagers, et pouvant reprendre une grande partie du fret vers les îles. C’est en 1991 que l’Enez-Eussa III entre en service. Ce bateau polyvalent évolue à la même vitesse que le Fromveur I et peut transporter 314 passagers, 25 tonnes de fret, 2 véhicules et 18 000 L de fuel pour les îles. Avec le Fromveur I, il effectue donc le service public avec les îles d’Ouessant et Molène, en compagnie de l’Enez-Eussa II, que l’on nomme déjà « le vieil Enez ». La majeure partie du fret est transportée par l’Enez-Eussa III, la Fée-de-l’Aulne ne naviguant plus qu’une à deux fois par semaine. Après nombre d’années au service de la compagnie, l’Enez-Eussa II est désarmé en 1992, et coulé quelques années après au large de Guilvinec, échappant ainsi aux mains des ferrailleurs. Son épave fait aujourd'hui le bonheur des plongeurs.
Avec l’arrivée de l’Enez-Eussa III au « nord », c’est l’Enez-Sun III qui succède au deuxième du nom dans le « sud ». Plus petit que son cousin du nord, il peut transporter 250 passagers et 12 tonnes de fret.

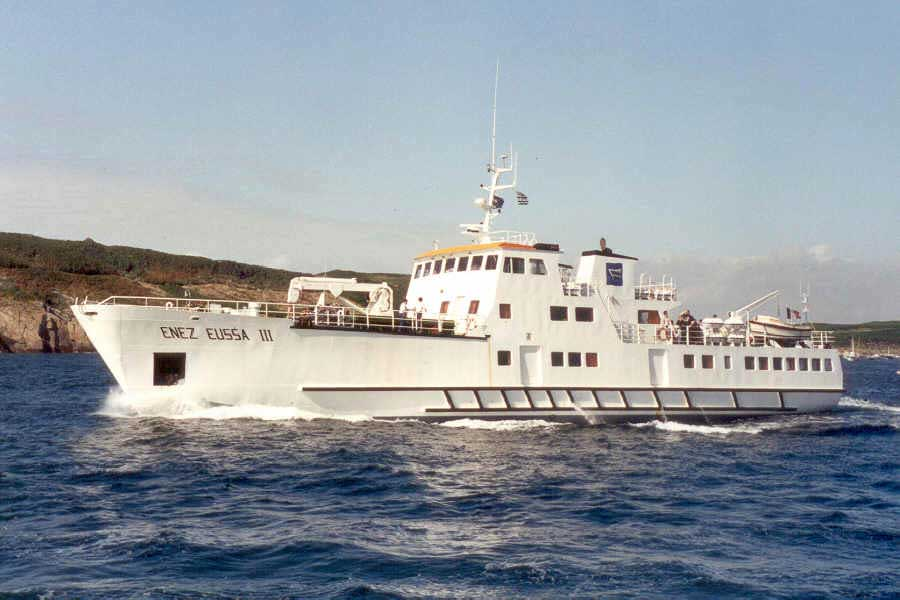
L' Enez Eussa III peu de temps après son entrée en flotte
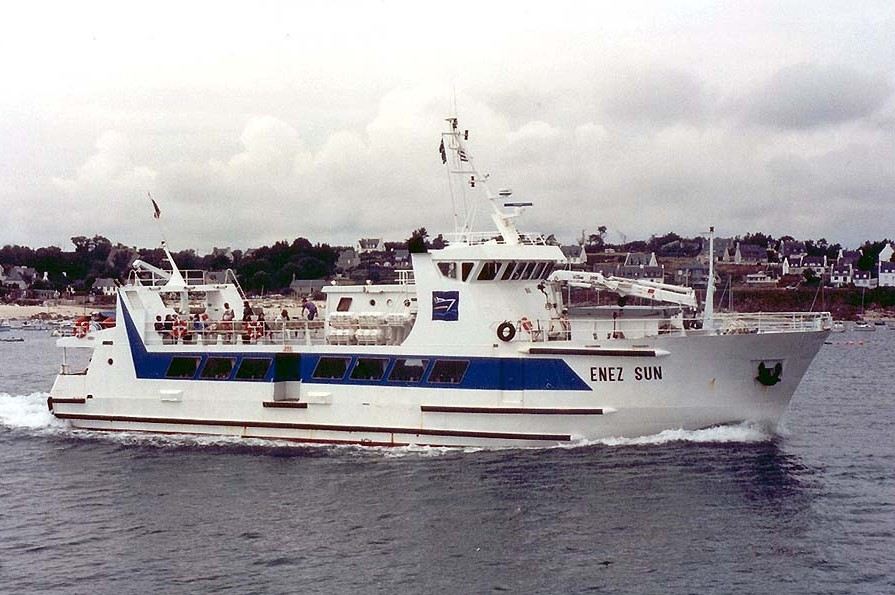
L' Enez Sun III peu après sa mise en service

Mais en 1994, une compagnie nantaise privée choisit Ouessant pour développer son activité. La Finist'mer arme l' Ar Vro, qui appartenait à la Penn ar Bed. Le catamaran effectue deux rotations par jour durant les deux mois d’été. Après une première saison satisfaisante, la Finist'mer accueille une vedette rapide : l’Ar Vag. Cette dernière, longue de 25 mètres, peut transporter 190 passagers à près de 20 nœuds.
Après avoir vendu l' Ar Vro en 1994, la Penn-ar-Bed signe un nouveau contrat et affrète une petite vedette rapide à « Emeraude Lines ferries », baptisée Mont-Orgueil. Filant 20 nœuds et pouvant transporter 150 passagers, le petit monocoque de 24 mètres s’avère être efficace.
Mais la Penn-ar-Bed souhaiterait tout de même utiliser ses propres moyens pour faire face à cette concurrence. C’est pourquoi elle décide de lancer un appel d’offres, pour la construction d’une unité rapide et adaptée à la demande, afin de résilier les contrats d’affrètement saisonniers qu’elle renouvelle depuis plus de 6 ans. En 1995, les chantiers Leroux & Lotz naval proposent à la compagnie, une vedette à passagers à l’allure futuriste, présentée comme un prototype. La compagnie n’hésite pas et lance cette construction pour un prix défiant toute concurrence. En 1996, l’André-Colin sort des chantiers et entre en flotte pour renforcer les lignes entre avril et septembre Il est baptisé le dimanche 30 juin 1996. Sa vitesse assez élevée (23 nœuds) permet d’assurer un service soutenu à la belle saison, et une meilleure desserte au départ de Camaret-sur-mer La Penn-ar-Bed devient donc « autonome ». La flotte de la Penn-ar-Bed est alors totalement rénovée, et les navires sont repeints en bleu, afin d'accompagner fièrement l’André Colin. Le nouveau fleuron propose également des tours de l'île d'Ouessant l'après-midi en saison.
Au « sud », c’est une petite société familiale qui décide de concurrencer la Penn-ar-Bed. La liaison Audierne <> Sein est assurée par une petite vedette : le Biniou II.

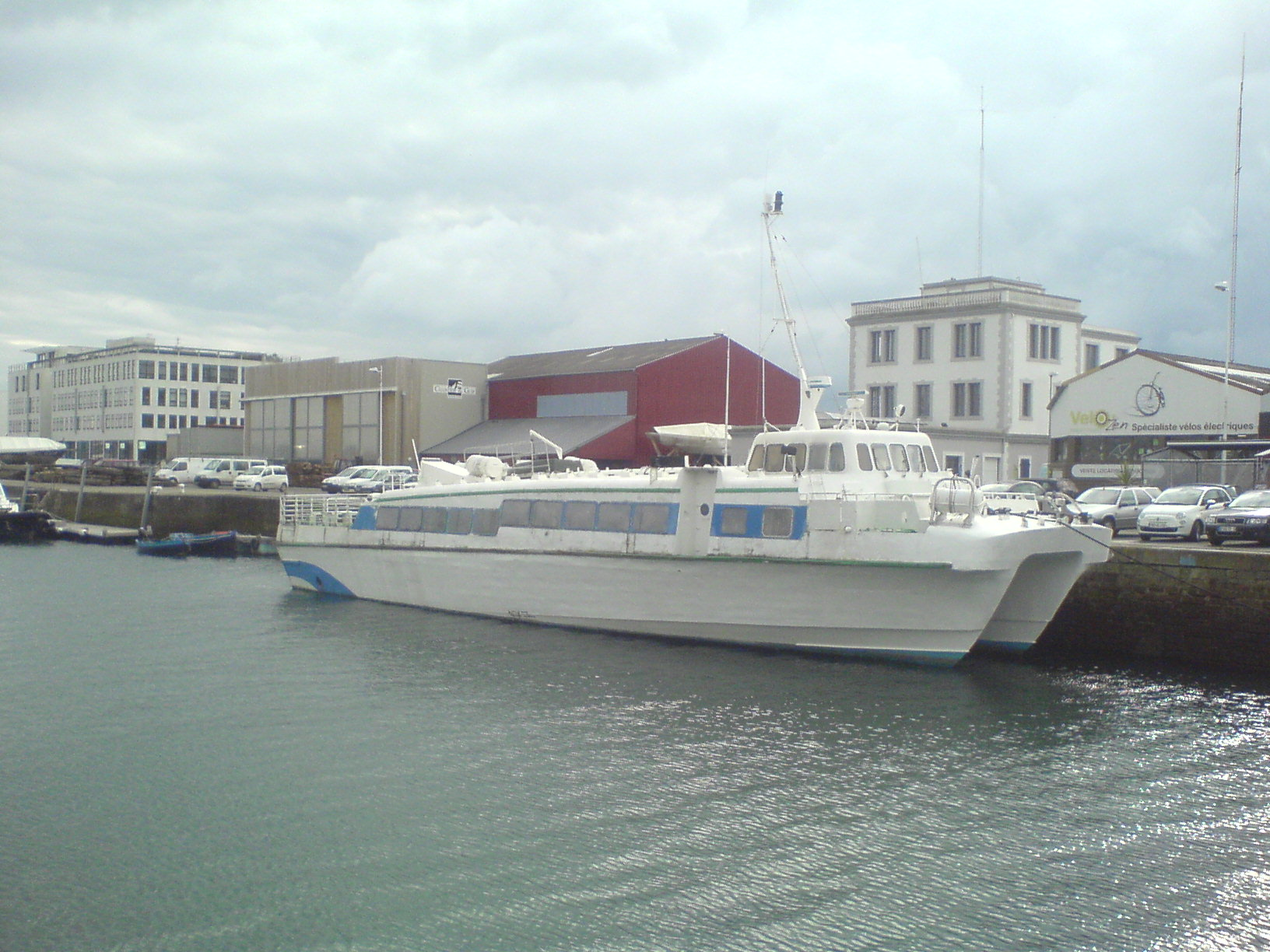
Le catamaran Ar Vro, aujourd'hui désarmé et rebaptisé Armor
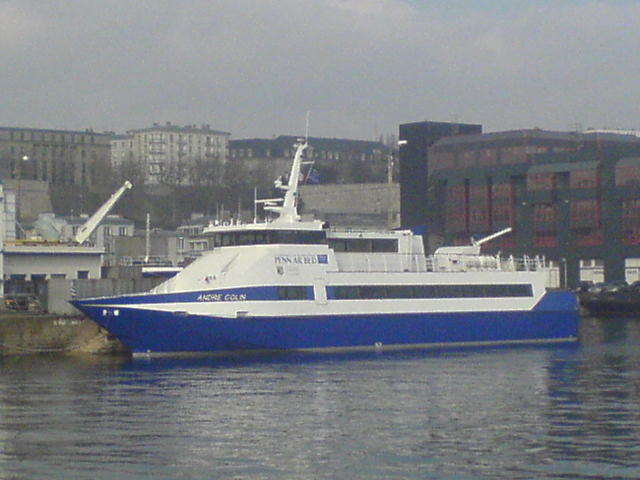
L’André Colin, nouveau fleuron de la Penn-ar-Bed

Quant à elle, la Finist'mer consulte le chantier Glehen, pour un projet ambitieux. En effet, l’Ar-Vro et l’Ar-Vag sont désarmés, et remplacés par deux sister-ships semi-planants : le Guillaume-Seznec en 1999 et le Rose-Héré en 2000. Les deux monocoques pouvant atteindre la vitesse de 26 nœuds, deviennent les premiers concurrents de l’André-Colin : 30 à 35 minutes suffisent pour rallier Le Conquet à Ouessant (contre 40 pour l’André-Colin) et seulement 55 minutes sont nécessaires aux sister-ships sur la ligne Camaret — Ouessant (contre 1h05 pour l’André-Colin).
La Penn-ar-Bed, misant désormais sur le trafic en plein essor des marchandises, accueille en 2000 un nouveau navire à marchandises : le Molenez. Ce caboteur de 33 m de long, peut transporter 250 t de fret à une vitesse de 12,5 nœuds. La Fée-de-l’Aulne quitte la compagnie.
La Finist'mer rencontre un succès grandissant. Ses monocoques sont des navires exemplaires par beau temps. La direction s'engage dans une véritable guerre des prix. 
En 2002, la compagnie lance une nouvelle ligne : Lanildut <> Ouessant, ce qui permet de rallier Ouessant plus au nord encore que Le Conquet et en 30 minutes à peine. La Finist'mer, qui ne cesse de s’enrichir, consulte à nouveau les chantiers Gléhen pour une nouvelle construction. En 2004, le Jacques-de-Thézac fait son entrée à la Finist'mer. Il s’agit d’un catamaran imposant long de 31 m et pouvant transporter 355 passagers à la vitesse de 20 nœuds. Mais il est suivi la même année, d’un autre catamaran : l’Hervé-de-Portzmoguer. Ce dernier, racheté à une compagnie méditerranéenne, peut transporter 380 passagers à 25 nœuds mais n’a en revanche pas le confort des autres navires. Les quatre unités de la Finist'mer sont redéployées : l’Hervé-de-Portzmoguer effectue la liaison Le Conquet <> Ouessant, ainsi que le Guillaume-Seznec, qui effectue également un aller-retour quotidien vers Camaret-sur-mer. Le Rose-Héré effectue la liaison vers Ouessant au départ de Lanildut, à raison d’un aller-retour quotidien, puis effectue de temps en temps, le tour de l’île d’Ouessant en après-midi. Le Jacques-de-Thézac, lui, effectue un aller-retour quotidien Le Conquet — Molène, puis offre une visite de l’archipel de Molène en après-midi. Mais le port du Stiff à Ouessant se retrouve asphyxié aux heures de pointe, avec jusqu’à sept bateaux à quai.

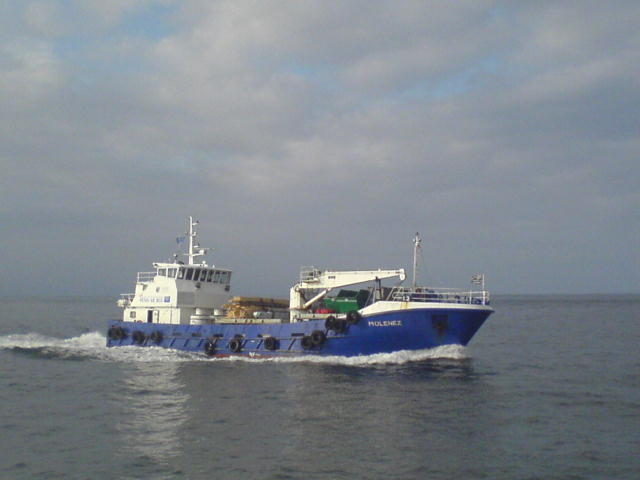
Le Molenez, nouveau caboteur de la Penn ar bed.
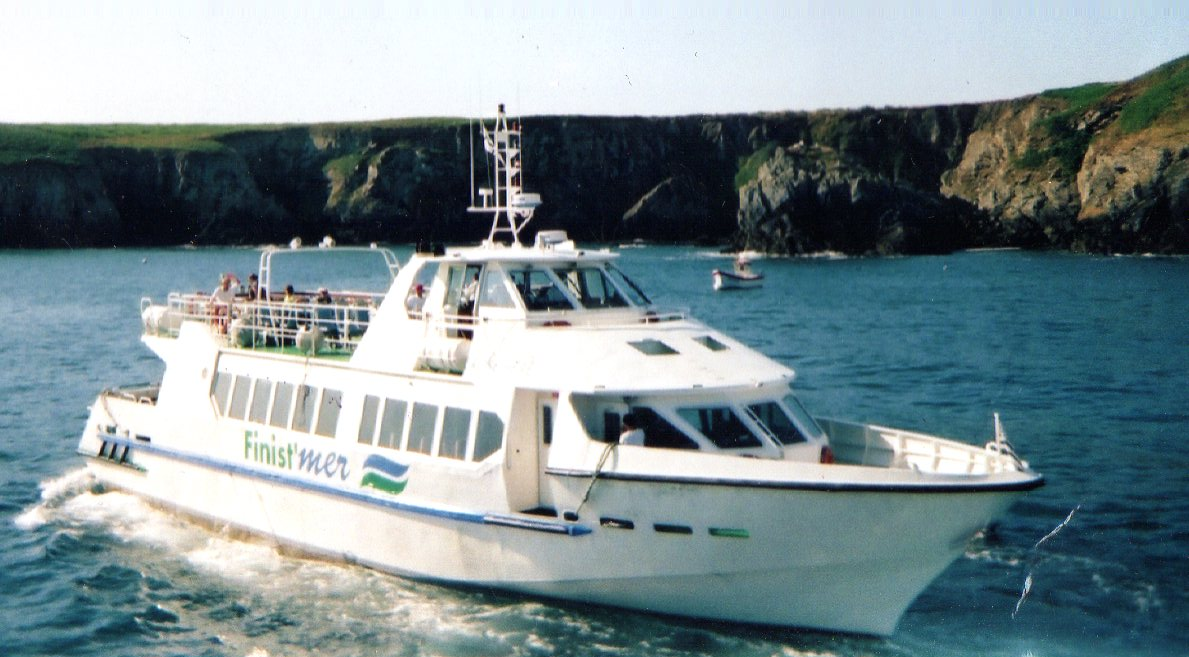
La vedette rapide Rose Héré de la Finist'mer en 2006.
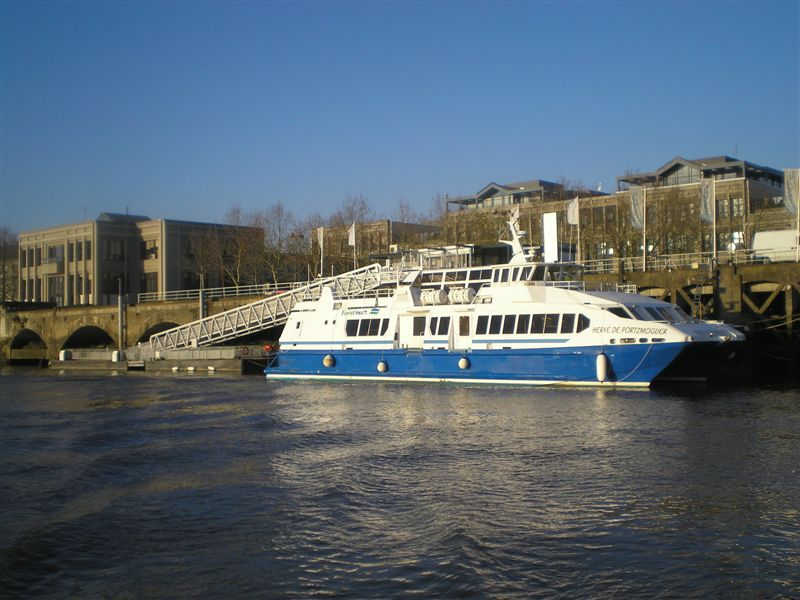
Le catamaran "Hervé de Portzmoguer" de Finist'mer à Nantes.

L’année suivante, après un bilan mitigé, la Finist'mer renvoie le Jacques-de-Thézac à Nantes et abandonne la desserte de Molène, déjà effectuée par la Penn-ar-Bed. Le catamaran n’est pas adapté à ce type de navigation. En effet, il tangue et roule beaucoup, rendant les traversées peu confortables. Les deux sisters-ships ainsi que l’Hervé-de-Porztmoger rempilent donc en 2005.
Mais en 2006, la Finist'mer, trop ambitieuse dès le départ, retire le Guillaume-Seznec pour un marché plus intéressant en Méditerranée. Redéployé à Marseille en compagnie du Jacques-de-Thézac, pour subvenir aux besoins de la compagnie Frioul—If Express, les deux navires effectuent la liaison entre Marseille et les îles du Frioul. Le Rose-Héré conserve donc l’aller-retour vers Lanildut, qui connaît un grand succès, et l’Hervé-de-Portzmoguer conserve celui vers Camaret-sur-mer. En journée, les deux vedettes effectuent les rotations entre Le Conquet et Ouessant, face à la Penn-ar-Bed.

### Une concurrence qui se régule
En 2007, la Penn-ar-Bed signe avec la Finist'mer un accord sur les liaisons maritimes, stipulant qu’en saison, la Penn-ar-Bed affrètera un navire à la Finist'mer, et que les recettes (ventes de billet) faites sur ce navires seront reversées à cette même compagnie. Ainsi, la Penn-ar-Bed choisit le Jacques-de-Thézac pour sa capacité de importante (355 passagers). Repeint aux couleurs de la compagnie brestoise, il renforça les lignes en juillet et août 2007. Le bilan est toutefois mitigé, car, le temps défavorable et la trop grande capacité du Jacques-de-Thézac l'ont conduit plusieurs fois à rester à quai.
Un problème persiste : la liaison abandonnée Lanildut <> Ouessant. En effet, le retour de cette liaison est attendu par les voyageurs, car elle permet de relier l’île au continent, plus au nord. Mais la Penn-ar-Bed ne dispose pas des moyens pour effectuer cette liaison.
En 2008, la flotte de la Finist'mer ayant été rachetée par la Société Morbihannaise de Navigation (SMN), à qui le conseil général du Morbihan a retiré la délégation de service public au profit de la compagnie Océane (Veolia), le contrat d’affrètement établi entre Penn-ar-Bed et Finist'mer, est reconduit avec la SMN.
À la saison 2008, c’est donc le Rose-Héré (rebaptisé Béniguet par la SMN) qui a complété la flotte Penn-ar-Bed. Ainsi, la liaison Lanildut <> Ouessant a été rouverte, ne pouvant être effectuée qu’avec un navire de petite taille. Pour des raisons économiques, la vedette ne sera exploitée qu'à vingt nœuds sur la ligne Le Conquet <> Molène <> Ouessant.
Il y aura cet été là, pas moins de sept aller-retour quotidiens entre Le Conquet et Ouessant, un à deux entre Camaret-sur-mer et Ouessant (et Molène), un de Brest et un au départ de Lanildut les mardis, jeudis, samedis et dimanches.

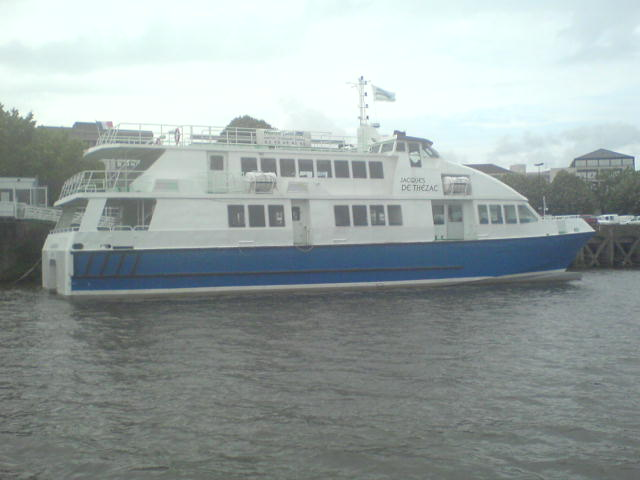
Le Jacques de Thézac, repeint aux couleurs de la Penn ar Bed pour l'été 2007.
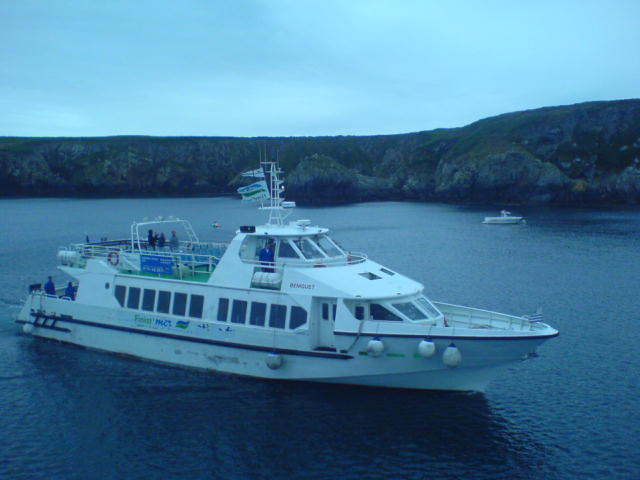
Le Béniguet (ex. Rose Héré), en service pour le compte de la Penn ar Bed à l'été 2008.

### 2009: un nouveau souffle

Logo de Penn Ar Bed en 2011.

En 2008, le contrat de « service intéressé », signé pour une durée de 7 ans entre le conseil général du Finistère et la compagnie Penn-ar-Bed, était arrivé à terme. Après un appel d'offres mettant en concurrence trois groupes, (Keolis, maison-mère de la Penn-ar-Bed, Veolia Transport et la Société Morbihanaise de Navigation), le conseil général a annoncé le 1er décembre 2008 que le contrat est finalement renouvelé pour 7 ans avec Keolis. 
Toutefois, le contrat de « service intéressé » qui régissait les liaisons jusqu'ici, se transforme en contrat de « service public » exclusif.
De nombreuses améliorations des services ont ainsi été engagées par le conseil général et Keolis, mais aussi quelques nouveautés dont deux aller-retour "îliens" (départ de l'île le matin et retour en soirée) par semaine (les mercredis et vendredis) au lieu d'un auparavant et la pérennisation de la desserte d'Ouessant au départ de Lanildut, et la mise en place d'une escale à Molène sur cette ligne tous les samedis en saison.
Une nouvelle grille tarifaire commune aux trois îles est mise en place : 
- A/R insulaire (résidence principale) à 6,40 € au lieu de 12,80 €
- A/R insulaire (résidence secondaire) à 12,80 €
- A/R hors-saison à 18,40 € (en semaine) et 20,40 € (week-end) - (17,70 € pour les 4-11 ans)
- A/R saison à 30,20 € pour toutes les îles et au départ de tous les ports (18,25 € pour les 4-11 ans)

Des économètres et des systèmes d'aide à la navigation sont posés sur les navires afin de réduire la consommation de carburant.
À l'été 2009, le tout nouveau Nevez Amzer de la compagnie maritime Finist'mer est affrété par la Penn ar Bed pour renforcer la flotte. Cette nouvelle vedette "compacte" a été spécialement conçue pour naviguer en mer d'Iroise, et pour s'adapter au port de Lanildut. D'une longueur de 24 mètres, ce monocoque peut embarquer 196 passagers (autant que l'André Colin malgré des dimensions réduites) et atteint les 18 nœuds en vitesse de croisière grâce à deux moteurs de 650 CV. Le navire, livré le 26 juin 2009 par les chantiers navals Gléhen de Douarnenez a assuré les liaisons pour le compte de la Penn ar bed du 6 juillet au 6 septembre.
Un second navire est affrété à l'été 2009 pour la saison, le Biniou II. Cette vedette à passagers était auparavant exploitée par l'armement Atlantique. Jusqu'en 2008, elle assurait les liaisons Audierne <> Sein ainsi que des promenades dans le raz de sein. Mais l'armement ayant interrompu ses activités, l'exploitation de la vedette fut confiée à la Penn ar Bed pour juillet et août.
Les horaires pour la saison 2009 ont quant à eux été ajustés à la demande. En effet, l'expérience des années passées a permis de revoir la grille horaire afin d'éviter les précédents voyages presque à vide ou d'autres complets.
Ainsi, pour Ouessant, la grille a été allégée. En effet, de 8 aller-retours quotidiens entre Le Conquet et l'île, on passe à 6 aller-retours.
Au départ de Brest, il y a toujours trois aller-retours quotidiens (dont deux avec tronçon Brest <> Le Conquet en car).
Pour Molène et Sein en revanche, les liaisons s'intensifient. Si, en ce qui concerne Molène, les nombres d'aller-retours quotidiens avec Le Conquet et Brest restent les mêmes (respectivement 5 & 1), on notera l'escale qui sera désormais assurée tous les samedis par le Nevez Amzer, en provenance de Lanildut - Une première.
À l'île de Sein, l'exploitation du Biniou II va permettre le passage à 5 allers et 4 retours contre 3 aller-retours quotidiens auparavant.
Depuis le 1er juillet 2019 David Roulleaux est le nouveau directeur

### Rénovation de la flotte
L’Enez Eussa 3 et l’Enez Sun 3, tous deux construits en 1991 et véritables piliers de la flotte, ont fait l'objet d'une refonte majeure de trois mois chacun s'échelonnant de septembre 2009 à avril 2010. 
Ces importants travaux de modernisation, menés par le chantier Piriou de Concarneau, ont porté sur la structure du navire, la sécurité à bord et le confort des passagers et de l'équipage.
Il en fût de même pour la vedette rapide André Colin qui rejoignit fin mai 2010 le chantier CIB de Brest pour y subir durant trois semaines une remise aux normes des installations et équipements ainsi que quelques modifications dans sa structure et une reprise de la peinture de coque.

### 2025, une nouvelle identité
Le 1er janvier 2025, la compagnie Penn Ar Bed devient BreizhGo Penn Ar Bed afin de mieux intégrer l'entreprise au réseau régional aux yeux des voyageurs.

## Liaisons maritimes
La Compagnie Penn Ar Bed exploite quatre liaisons maritimes, qui sont effectuées pour le compte de BreizhGo.
| Ligne            | Caractéristiques | Caractéristiques                              | Caractéristiques                              | Caractéristiques                              | Caractéristiques                              | Caractéristiques                              | Caractéristiques                              | Caractéristiques                              | Caractéristiques                              |
| Ouessant/Molène  | Ouessant/Molène | Ouessant/Molène                               | Ouessant/Molène                               | Ouessant/Molène                               | Ouessant/Molène                               | Ouessant/Molène                               | Ouessant/Molène                               | Ouessant/Molène                               | Ouessant/Molène                               |
| Ouessant/Molène  | Brest ⥋ Ouessant | Brest ⥋ Ouessant                              | Brest ⥋ Ouessant                              | Brest ⥋ Ouessant                              | Brest ⥋ Ouessant                              | Brest ⥋ Ouessant                              | Brest ⥋ Ouessant                              | Brest ⥋ Ouessant                              | Brest ⥋ Ouessant                              |
| ---------------- | --- | --------------------------------------------- | --------------------------------------------- | --------------------------------------------- | --------------------------------------------- | --------------------------------------------- | --------------------------------------------- | --------------------------------------------- | --------------------------------------------- |
| Ouessant/Molène  | Ouverture / Fermeture — / — | Longueur —                                    | Durée 160 min                                 | Nb. d’arrêts 4                                | Matériel Fromveur 2 Enez Eussa 3              | Jours de fonctionnement L, Ma, Me, J, V, S, D | Jour / Soir / Nuit / Fêtes O / O / N / O      | Voy. / an —                                   | Transporteur Penn-ar-Bed                      |
| Ouessant/Molène  | Desserte : - Villes et lieux desservies : Brest, Le Conquet, Île de Molène, Ouessant - Stations et gares desservies : Gare Maritime de Brest, Gare maritime du Conquet, Île de Molène, Ouessant     |                                               |                                               |                                               |                                               |                                               |                                               |                                               |                                               |
| Ouessant/Molène  | Autre : Certaines relations commencent/se terminent au Conquet. Dans ce cas le tronçon Le Conquet ↔ Brest est assuré en car par la Ligne 11 du réseau routier du Département                        |                                               |                                               |                                               |                                               |                                               |                                               |                                               |                                               |
| Ouessant/Molène  | Dernière actualisation : — |                                               |                                               |                                               |                                               |                                               |                                               |                                               |                                               |
| Liaison Estivale | Liaison Estivale -- Camaret - Ouessant/Molène | Liaison Estivale -- Camaret - Ouessant/Molène | Liaison Estivale -- Camaret - Ouessant/Molène | Liaison Estivale -- Camaret - Ouessant/Molène | Liaison Estivale -- Camaret - Ouessant/Molène | Liaison Estivale -- Camaret - Ouessant/Molène | Liaison Estivale -- Camaret - Ouessant/Molène | Liaison Estivale -- Camaret - Ouessant/Molène | Liaison Estivale -- Camaret - Ouessant/Molène |
| Liaison Estivale | Camaret-sur-Mer ⥋ Ouessant |                                               |                                               |                                               |                                               |                                               |                                               |                                               |                                               |
| Liaison Estivale | Ouverture / Fermeture — / — | Longueur —                                    | Durée 60 min                                  | Nb. d’arrêts 4                                | Matériel Le Petrel                            | Jours de fonctionnement Me, J                 | Jour / Soir / Nuit / Fêtes O / O / N / O      | Voy. / an —                                   | Transporteur Penn-ar-Bed                      |
| Liaison Estivale | Desserte : - Villes et lieux desservies : Camaret-sur-Mer, Île de Molène, Ouessant - Stations et gares desservies : Gare maritime de Camaret-Sur-Mer, Île de Molène, Ouessant                       |                                               |                                               |                                               |                                               |                                               |                                               |                                               |                                               |
| Liaison Estivale | Autre : Service uniquement estival, : - Un départ tous les jeudis d’avril à juin et en septembre pour Ouessant - Un départ tous les mercredis en juillet et en août pour Molène                     |                                               |                                               |                                               |                                               |                                               |                                               |                                               |                                               |
| Liaison Estivale | Dernière actualisation : — |                                               |                                               |                                               |                                               |                                               |                                               |                                               |                                               |
| Sein             | Sein | Sein                                          | Sein                                          | Sein                                          | Sein                                          | Sein                                          | Sein                                          | Sein                                          | Sein                                          |
| Sein             | Audierne / Douarnenez ⥋ Sein (Île de Sein) |                                               |                                               |                                               |                                               |                                               |                                               |                                               |                                               |
| Sein             | Ouverture / Fermeture — / — | Longueur —                                    | Durée 60 min                                  | Nb. d’arrêts 2                                | Matériel Enez Sun 3                           | Jours de fonctionnement L, Ma, Me, J, V, S, D | Jour / Soir / Nuit / Fêtes O / O / N / O      | Voy. / an —                                   | Transporteur Penn-ar-Bed                      |
| Sein             | Desserte : - Villes et lieux desservies : Audierne, Douarnenez, Île de Sein - Stations et gares desservies : Gare Maritime d'Audierne, Gare maritime de Douarnenez, Ile de Sein                     |                                               |                                               |                                               |                                               |                                               |                                               |                                               |                                               |
| Sein             | Autre : En cas de conditions météorologiques adverses à Audierne, la ligne est au départ de Douarnenez (traversée 120min). Une liaison taxi est assurée au retour sur le continent en cas de besoin |                                               |                                               |                                               |                                               |                                               |                                               |                                               |                                               |
| Sein             | Dernière actualisation : — |                                               |                                               |                                               |                                               |                                               |                                               |                                               |                                               |
| Liaison Estivale | Liaison Estivale -- Brest - Sein | Liaison Estivale -- Brest - Sein              | Liaison Estivale -- Brest - Sein              | Liaison Estivale -- Brest - Sein              | Liaison Estivale -- Brest - Sein              | Liaison Estivale -- Brest - Sein              | Liaison Estivale -- Brest - Sein              | Liaison Estivale -- Brest - Sein              | Liaison Estivale -- Brest - Sein              |
| Liaison Estivale | Brest ⥋ Sein (Île de Sein) |                                               |                                               |                                               |                                               |                                               |                                               |                                               |                                               |
| Liaison Estivale | Ouverture / Fermeture — / — | Longueur —                                    | Durée 90 min                                  | Nb. d’arrêts 3                                | Matériel Enez Sun 3                           | Jours de fonctionnement L, Ma, Me, J, V, S, D | Jour / Soir / Nuit / Fêtes O / O / N / O      | Voy. / an —                                   | Transporteur Penn-ar-Bed                      |
| Liaison Estivale | Desserte : - Villes et lieux desservies : Brest, Camaret-sur-Mer, Île de Sein - Stations et gares desservies : Gare Maritime de Brest, Gare maritime de Camaret-Sur-Mer, Ile de Sein                |                                               |                                               |                                               |                                               |                                               |                                               |                                               |                                               |
| Liaison Estivale | Autre : Service uniquement estival avec des départs : - le dernier dimanche de juin - tous les dimanches en juillet et en août - et le premier dimanche de septembre du port de Camaret             |                                               |                                               |                                               |                                               |                                               |                                               |                                               |                                               |
| Liaison Estivale | Dernière actualisation : — |                                               |                                               |                                               |                                               |                                               |                                               |                                               |                                               |

## La flotte

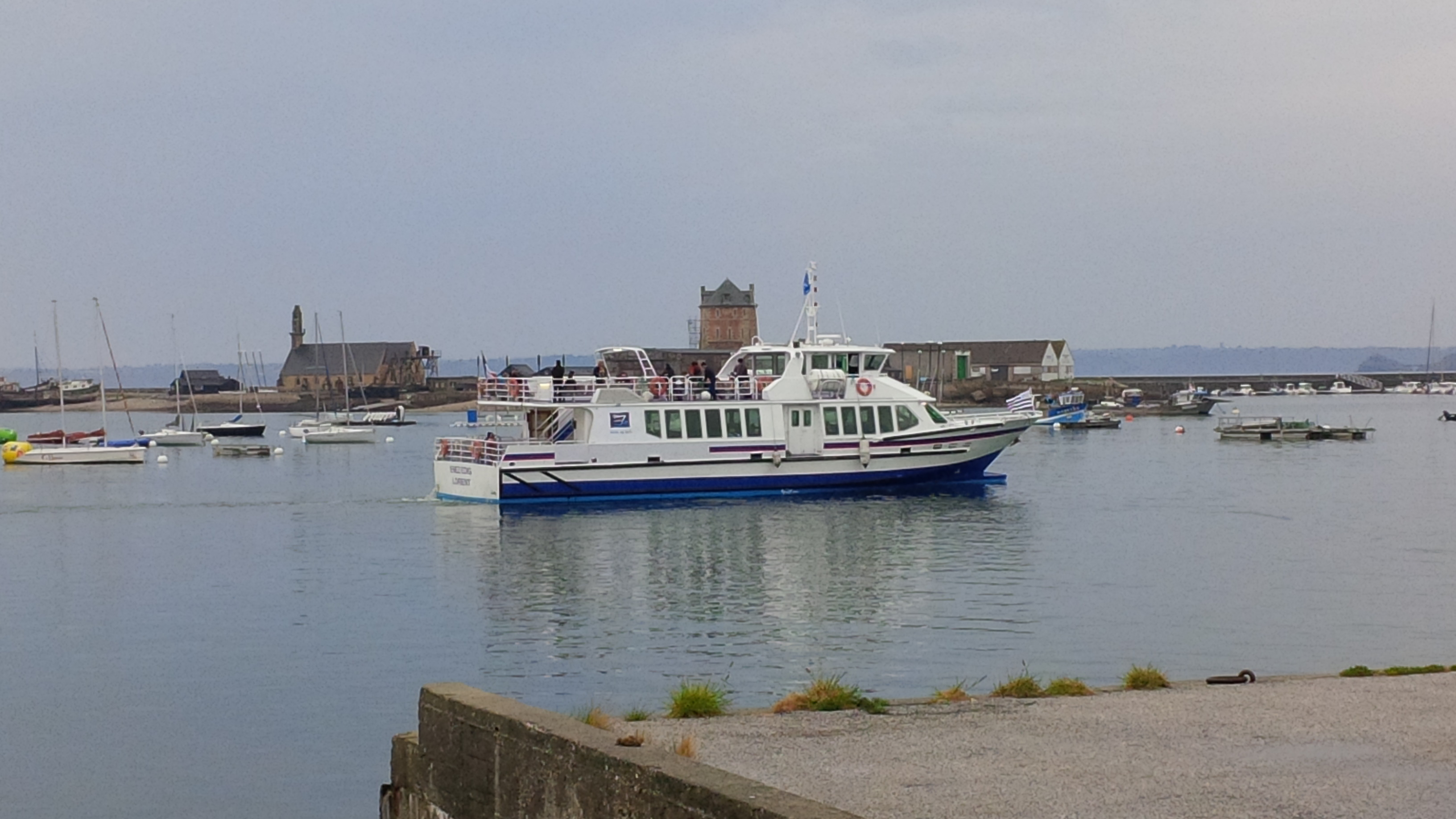

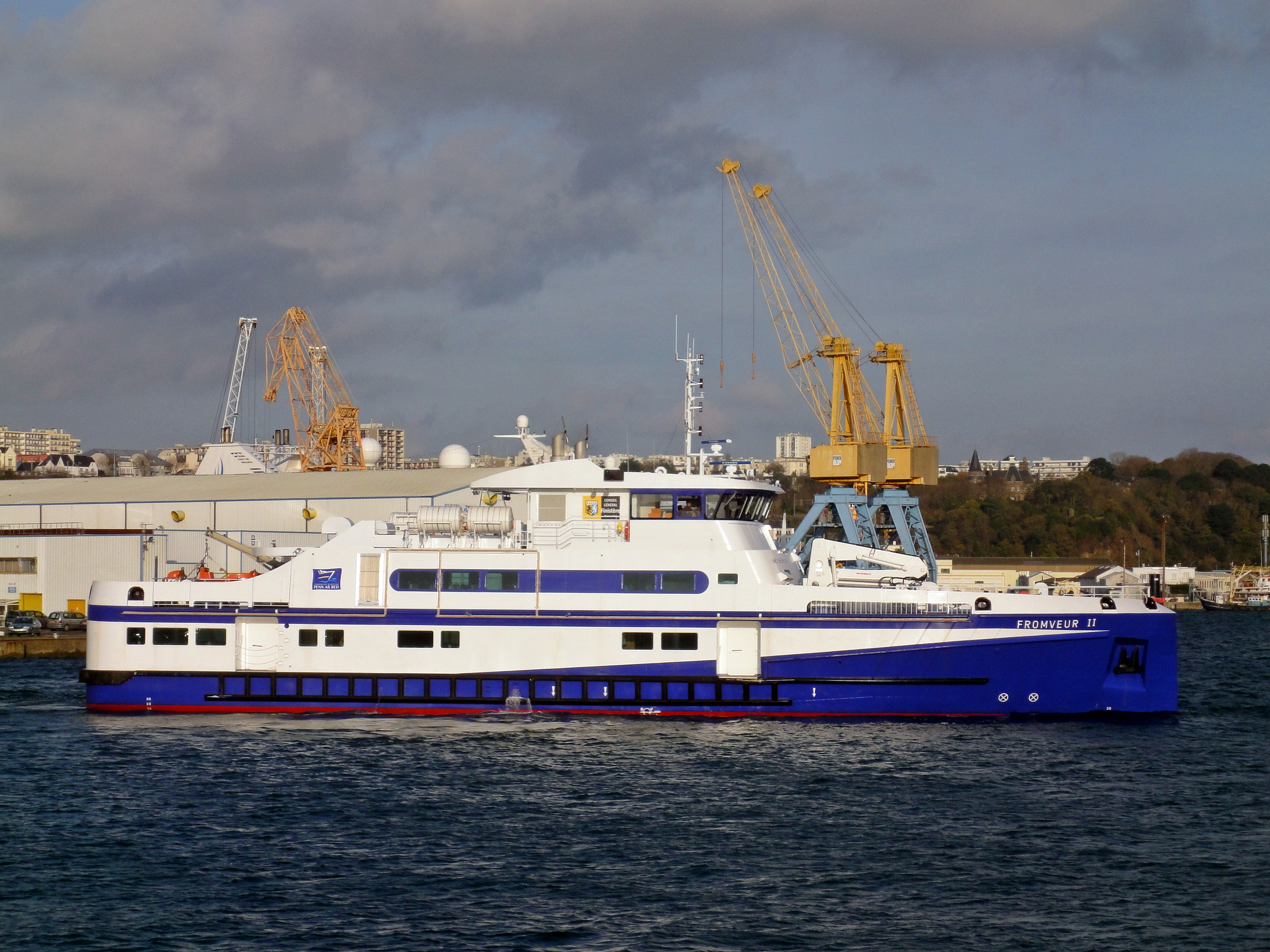

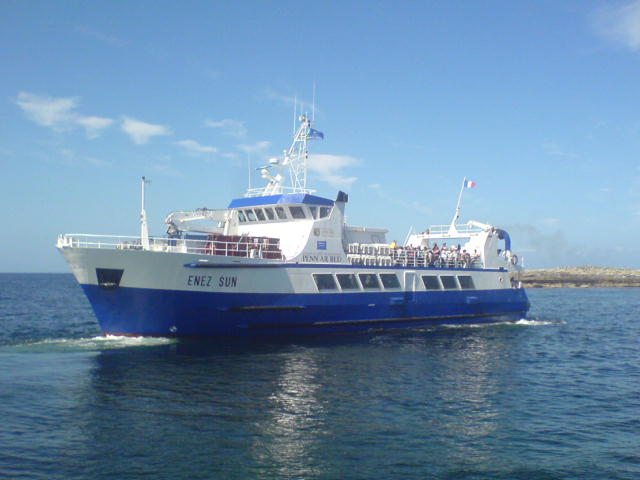

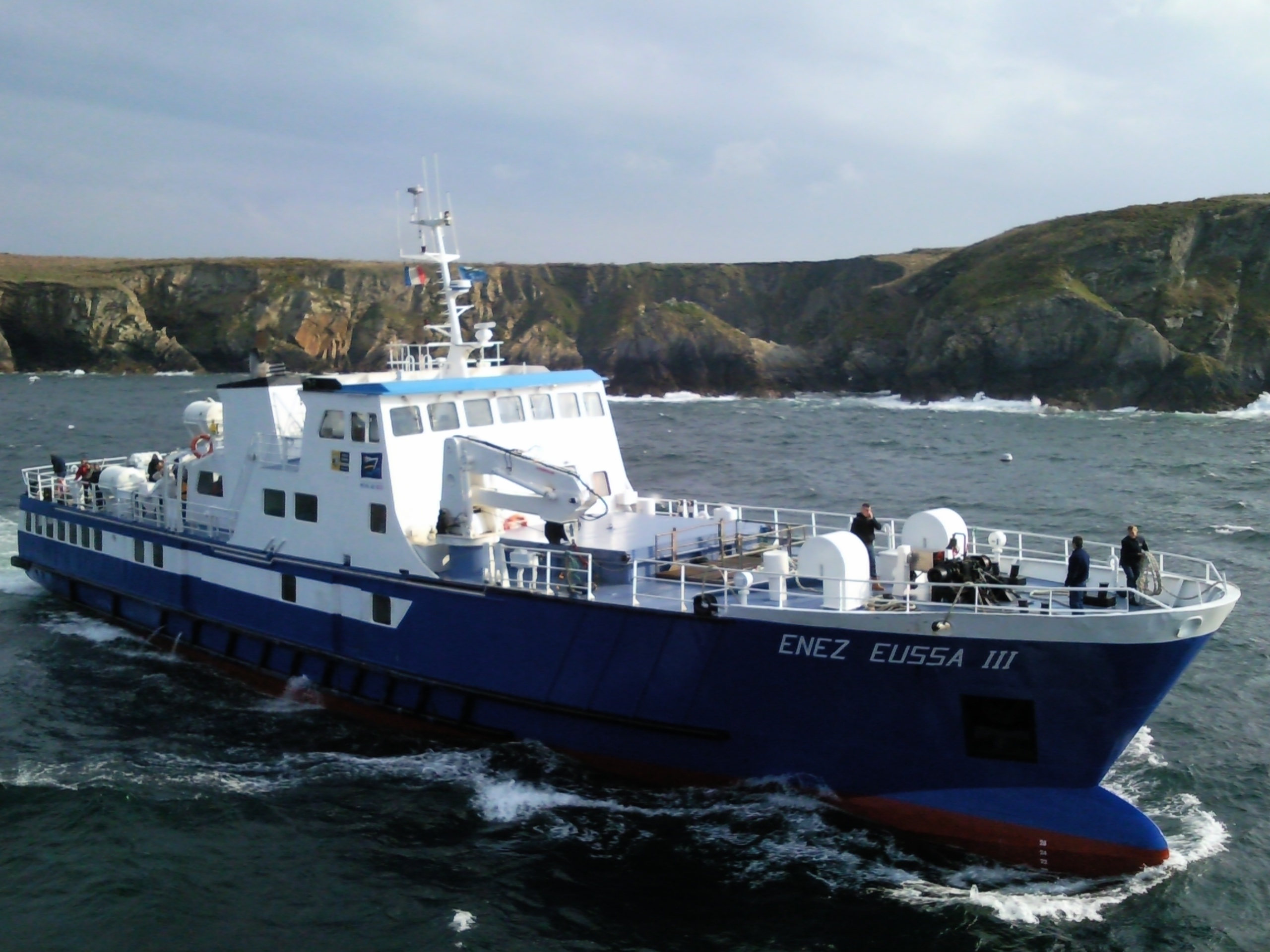

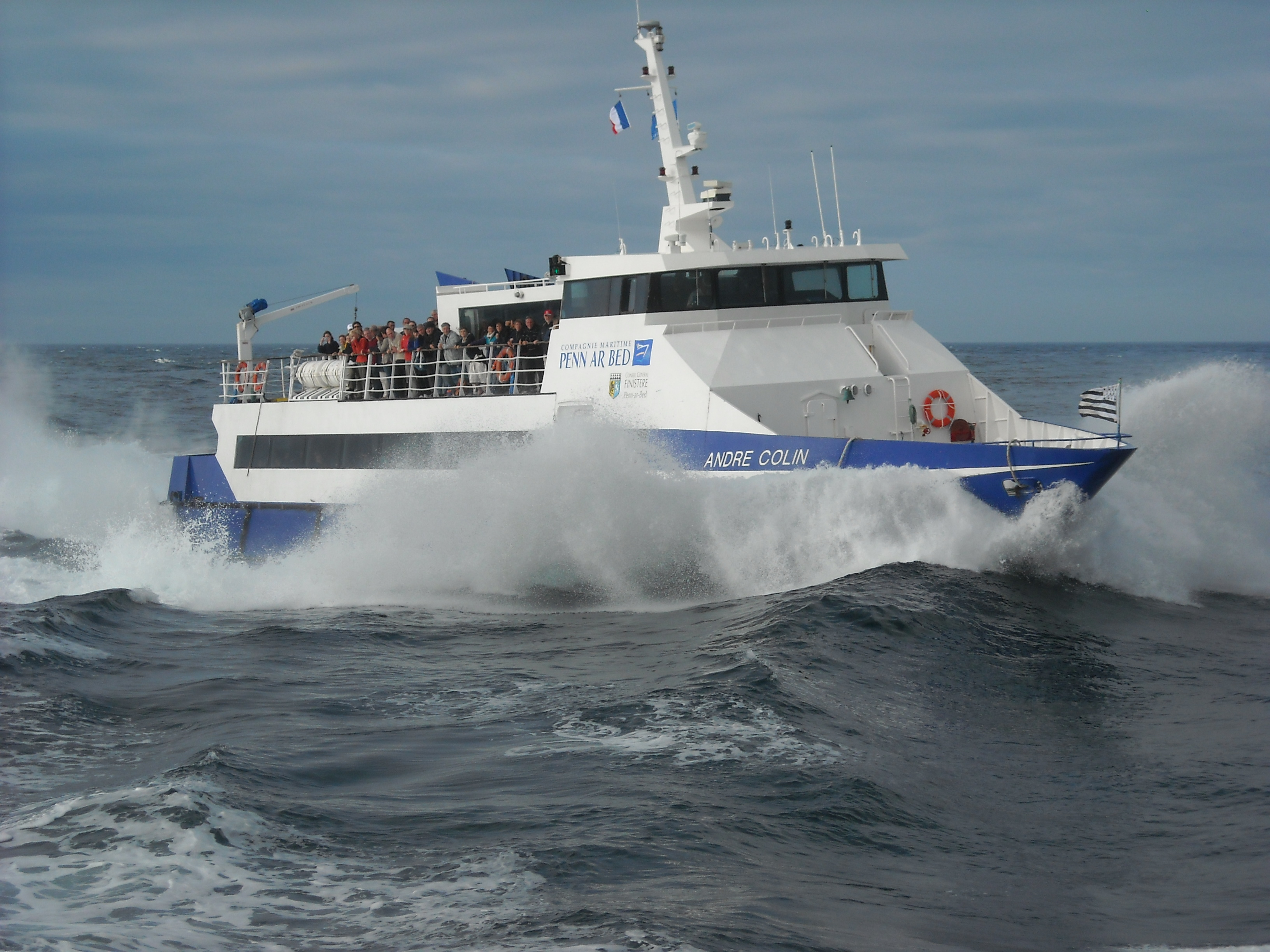

## Projets

### Plan d'armement - été 2010
Le contrat de partenariat, signé au printemps 2007 par les compagnies Penn ar Bed et Finist'mer, et régissant les liaisons maritimes vers les îles d'Ouessant et Molène, n'a pas été reconduit pour la saison 2010. 
En effet, après 3 saisons en tant que sous-traitant de la Penn ar Bed, la Finist'mer exploite de nouveau deux navires en mer d'Iroise à titre privé de juillet à septembre 2010.
Le Nevez Amzer de la Finist'mer a donc rejoint le Finistère le 5 juillet 2010, accompagné du Béniguet, qui a réintégré son armement d'origine, et qui retrouvera d'ailleurs à l'automne 2010 son nom original (Rose Héré).
La Penn ar Bed ne dispose donc plus du Nevez Amzer et ne peut de ce fait plus exploiter la ligne Lanildut - Ouessant, laquelle a été reprise par la Finist'mer.

### Remplacement duFromveur I
En novembre 2011, le Fromveur I, datant de 1977, a pris sa retraite après un ultime "adieu" aux îles qu'il a desservi pendant 34 ans !
Un premier appel d'offres a été lancé en août 2008 pour la construction d'un nouveau navire, et un second au printemps 2009. Le chantier naval Piriou de Concarneau en partenariat avec le bureau d'architecture navale Ship Studio, ainsi que le chantier STX France Lorient ont élaboré les premiers plans du Fromveur II.
Mais le chantier finistérien, ayant misé sur un aménagement intérieur judicieux et un design original a finalement remporté l'appel d'offres le 1er avril 2010 face à STX France.
Piriou a sorti de ses chantiers au second semestre 2011, un transbordeur mixte de 45 mètres pour une largeur de 9,9 mètres. Il peut embarquer 365 passagers et charger 25 tonnes de marchandises diverses. Le Fromveur II est capable de naviguer à la vitesse de 15 nœuds, au grand dam des îliens qui souhaitent, eux, des liaisons plus rapides.
Tout comme ses confrères de la compagnie, le nouveau navire est aménagé pour l’accueil des personnes à mobilité réduite, avec en prime, un ascenseur.
Le Fromveur II bénéficie également du label "CleanShip".
Ce navire, dont le coût est de 12 millions d'euros, rappelle par ses lignes le transbordeur Melvan, également dessiné par Ship-ST et récemment livré au conseil général du Morbihan afin d'assurer pour le compte de la Compagnie "Océane" les liaisons entre Quiberon et les îles d'Houat et Hoëdic.
Le Fromveur II effectua sa première rotation vers Molène et Ouessant le lundi 12 décembre 2011, par une mer plutôt agitée.